# Liatris acidota
Liatris acidota là một loài thực vật có hoa trong họ Cúc. Loài này được Engelm. & A.Gray mô tả khoa học đầu tiên năm 1845.